# Danh sách phim điện ảnh Hàn Quốc năm 1960
Đây là danh sách phim sản xuất tại Hàn Quốc năm 1960:
| 1960            |              |               |  |                               |
| The Housemaid   | Kim Ki-young | Lee Eun-shim  |  |                               |
| Obaltan         | Yu Hyun-mok  | Choi Mu-ryong |  |                               |
| Mr. Park        | Kang Dae-jin |               |  |                               |
| A Returned Man  | Kim Soo-yong |               |  |                               |
| Romance Papa    | Shin Sang-ok |               |  |                               |
| Sad Pastorale   | Kim Ki-young |               |  |                               |
| To the Last Day | Shin Sang-ok |               |  | Thắng giải Gấu Bạc tại Berlin |